# Przykory (Wyszków)
Pour les articles homonymes, voir Przykory.
Przykory (prononciation : [pʂɨˈkɔrɨ]) est un village polonais de la gmina de Zabrodzie dans le powiat de Wyszków de la voïvodie de Mazovie dans le centre-est de la Pologne.
Il se situe à environ 6 kilomètres au sud-est de Zabrodzie (siège de la gmina), 13 km au sud de Wyszków (siège du powiat) et à 45 km au nord-est de Varsovie (capitale de la Pologne).
Le village possède une population d'environ 180 habitants.

## Histoire
De 1975 à 1998, le village faisait partie du territoire de la voïvodie d'Ostrołęka.

Depuis 1999, Przykory est situé dans la voïvodie de Mazovie.